# Mont-Blanc Express
Le service Mont-Blanc Express est une liaison ferroviaire assurée conjointement par la SNCF en France et les TMR en Suisse. Il regroupe deux lignes de montagne sur près de 52 km. Leur parcours relient respectivement de chaque côté de la frontière : Saint-Gervais à Vallorcine et Châtelard à Martigny. Elles ont la caractéristique d'être à voie unique, internationale et à écartement métrique. Ses trains permettent la correspondance avec des destinations touristiques de la région. Le service est nommé tel quel depuis la mise en service des Z800 en 1996 (rames qui permettent de parcourir toute la ligne sans rupture de charge à la frontière).
En 2022, la SNCF en France et les TMR en Suisse ont commandé à Stadler Rail, de nouvelles rames plus confortables, de meilleur fonctionnement et conformes à la loi fédérale sur l'égalité des personnes handicapées (BehiG), de type Beh 4/8 (Z890), dont la capacité de chaque rame est de 230 personnes, pour la somme de 76 millions de francs suisses. Les trains seront livrés entre avril 2025 et décembre 2025. Actuellement, près de 15 trains circulent chaque jour entre Martigny et St-Gervais.
Le 24 avril 2025, la compagnie a réceptionné le premier des sept trains à voie métrique construit pas Stadler Rail. Ces trains seront utilisés dès 2026 sur la ligne du Mont-Blanc Express de Martigny à Saint Gervais. Les nouveaux trains Beh 4/8 peuvent être combinés de manière modulaire et fonctionneront sur la partie des lignes à crémaillère et à adhérence. Ils présentent une accessibilité conforme aux lois pour les personnes à mobilité réduite. L’énergie de freinage est convertie en énergie électrique et réinjectée dans le réseau.
Au sein du réseau TER Auvergne-Rhône-Alpes, la ligne porte le numéro 44 et le numéro 132 côté TMR.

## Correspondances
Depuis la gare de Saint-Gervais-les-Bains-Le Fayet avec :
- le tramway du Mont-Blanc à destination de la haute montagne, le Nid d'Aigle ;
- le réseau ferré de la région Rhône-Alpes par la ligne de La Roche-sur-Foron ;
- Le TGV en saison.

Depuis la gare de Chamonix-Mont-Blanc avec :
- le chemin de fer du Montenvers, une ligne à crémaillère vers la Mer de Glace ;
- les 2 téléphériques de l'Aiguille du Midi et du Brévent.

Depuis la gare du Châtelard-Frontière avec :
- le CarPostal à destination du bisse du Trient, du col de la Forclaz et de Martigny.

Depuis la gare du Châtelard VS avec :
- le Verticalp Emosson à destination du barrage d'Émosson avec le funiculaire du Châtelard, le petit train panoramique d'Émosson et le Minifunic.

Depuis la gare de Martigny avec :
- le Saint-Bernard Express à destination, d'une part, du Châble dans le val de Bagnes avec correspondances pour Verbier par télécabine ou CarPostal ainsi que pour Bruson et Fionnay ou le lac de barrage de Mauvoisin en saison par CarPostal et d'autre part à destination d'Orsières avec correspondances par CarPostal pour Champex-Lac, le val Ferret et Bourg-St-Bernard ou l'hospice du Grand-Saint-Bernard en saison ;
- la ligne de bus internationale Martigny-Aoste, collaboration entre les TMR et la SAVDA ;
- la ligne du Simplon vers Lausanne et, en passant par Brigue, vers Domodossola en Italie. TGV Lyria en saison.